# Luciana Angiolillo
Luciana Angiolillo (eigentlich Luciana Nevi; * 22. Dezember 1925 in Rom; † 30. November 2014 in Neapel) war eine italienische Schauspielerin.

## Leben
Angiolillo kam durch die Bekanntschaft mit Ennio Flaiano, der sie Luciano Emmer vorstellte, zum Film, als sie schon beinahe dreißig Jahre alt war. Die großgewachsene, schlanke und elegant wirkende Darstellerin überzeugte 1954 in dessen Camilla als gutbürgerliche römische Dame. Bald spielte sie Mannequins (wie in Vittorio Salas Donne sale und anderen), sodass sie auch zu einer Modebotschafterin Italiens wurde, allerdings auch auf den Rollentyp der verwöhnten, anderen gegenüber gleichgültigen Lebedame aus gutem Hause reduziert wurde. In den 1960er Jahren versuchte sie eine Ausweitung in kleineren Rollen von Genrefilmen, kehrte der Schauspielerei jedoch 1967 den Rücken. Sie übernahm die Leitung eines Modehauses, wo sie von ihren Erfahrungen profitieren konnte.
Angiolillo war nach der Scheidung von ihrem ersten Mann Gaetano ab 1959 mit dem Arzt Mario Tellini verheiratet.

## Filmografie (Auswahl)
- 1954: Camilla
- 1955: Erkauftes Glück (Non c'è amore più grande)
- 1959: Junge Leute von heute (Primo amore)
- 1959: Die Nächte sind voller Gefahren (Le notti dei teddy boys)
- 1959: Zweimal Riviera… und zurück (Costa Azzurra)
- 1961: Herkules erobert Atlantis (Ercole alla conquistà di Atlantide)
- 1961: Der Kampf um Troja (La guerra di Troia)
- 1961: Das Mädchen mit dem leichten Gepäck (La ragazza con la valigia)
- 1962: Einer gegen Rom (Solo contro Roma)
- 1962: Verliebt in scharfe Kurven (Il sorpasso)
- 1962: Verwirrung (Il disordine)
- 1964: Wenn das die Männer wüßten (L'idea fissa)
- 1965: Das verräterische Auge (Berlino: Appuntamento per le spie)
- 1966: Fünf vor 12 in Caracas (Inferno a Caracas)
- 1967: Top Job (Ad ogni costo)
- 1967: Das wilde Auge (L'occhio selvaggia)